# 溫哥華國際機場站

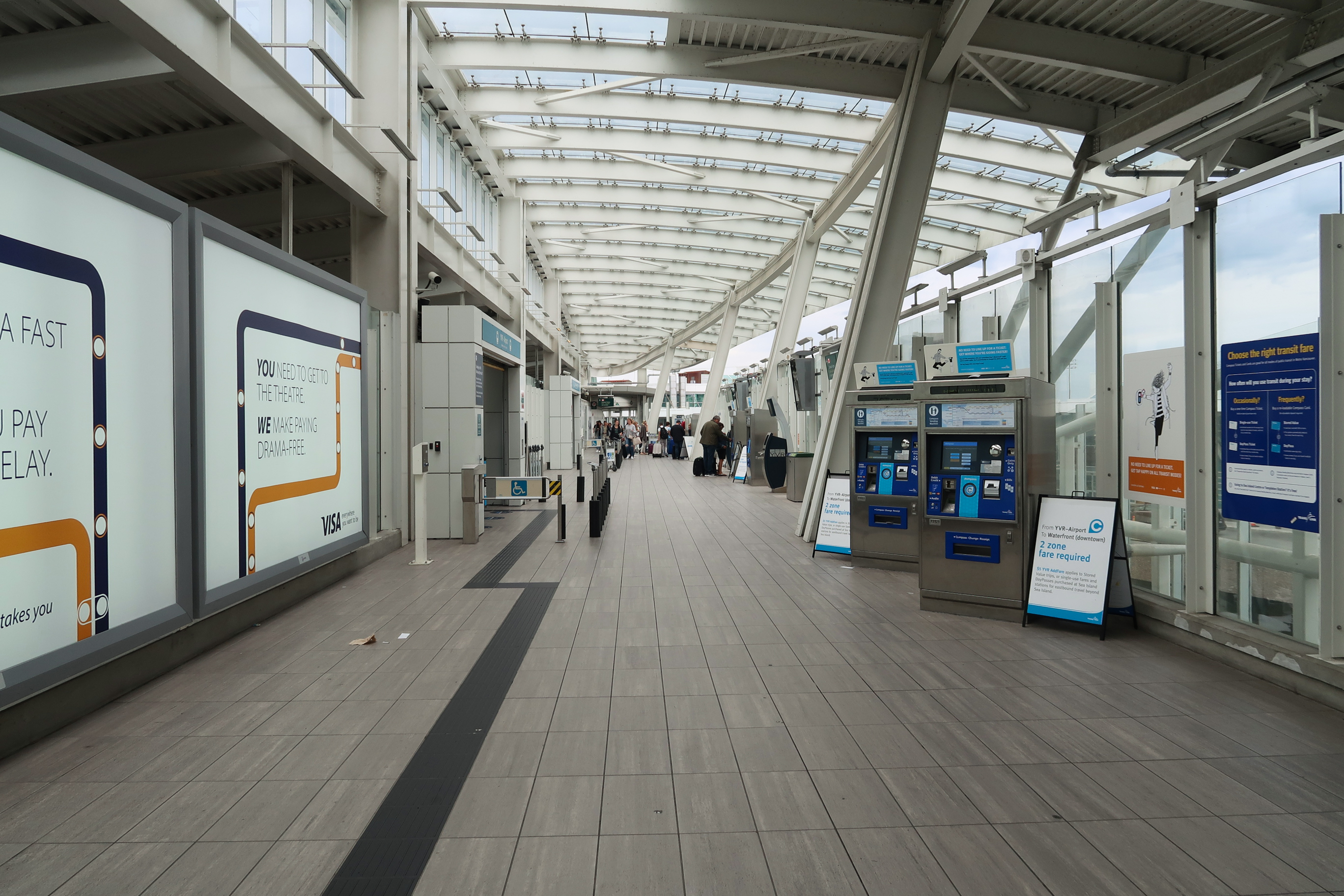
售票大堂

溫哥華國際機場站（英語：YVR–Airport Station）是加拿大卑詩省列治文一座架空列車加拿大線車站，為加拿大線溫哥華國際機場支線的其中一個車站。此站位於海島中部，以行人天橋與溫哥華國際機場的客運大樓相連，於2009年8月17日聯同加拿大線一起開幕。包括此站在内的機場支線是由溫哥華機場管理局斥資3億加元興建。此站是機場支線的西端終點站，而該支線則於此站以東從雙線運行改為單線運行，此站因此只有一個月台。
此站坐落運輸聯線收費架構中的二號收費區，但同時隸屬機場收費區，其具體收費安排與機場支線以外的車站有別。乘客從此站的車票售賣機購買單程車票或日票，或使用康百世智能儲值卡離開機場收費區時，需額外繳付5.00加元的附加費；而使用預繳月票或於此站下車的乘客則不受影響。另一方面，純粹來往此站和機場支線上另外兩個車站的乘客則無需繳付任何車資。

## 車站設計

### 樓層
| C/T | 大堂                           | 往機場客運大樓行人天橋、自動售票機、驗票閘門 |
| C/T | 側式月台，左側開門             |                                              |
| C/T | 加拿大線往濱海站（海島中心站） |                                              |
| S   | 地面                           | 出入口                                       |

## 接駁交通
下列巴士線駛經溫哥華國際機場站：
| 巴士站             | 服務路線                                                                    |
| ------------------ | --------------------------------------------------------------------------- |
| 三樓國內線出發大堂 | N10號深宵巴士，往溫哥華市中心方向 N10號深宵巴士，往列治文－布里格豪斯站方向 |

## 外部連結
- 维基共享资源上的相關多媒體資源：溫哥華國際機場站